# Danh sách nhà vô địch WWE SmackDown Women's

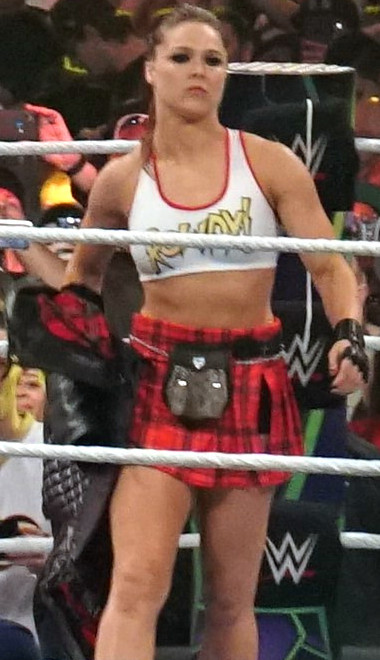
Đương kim vô địch Ronda Rousey.

Đai WWE SmackDown Women's Championship là một chức vô địch chuyên nghiệp dành cho nữ thế giới được tạo ra và quảng bá bởi công ty đấu vật chuyên nghiệp Hoa Kỳ WWE. Được công bố trong SmackDown Live ngày 23 tháng 6, đai được tạo ra để cân đối với đai WWE Women's Championship — sau đó trở thành độc quyền cho thương hiệu Raw sau WWE Draft 2016, và đổi tên thành Raw Women's Championship.
Chức vô địch được đem ra tranh đấu trong các trận đấu chuyên nghiệp, nhưng là theo kịch bản chứ không phải tranh đấu thực sự. Nhà vô địch đầu tiên là Becky Lynch, giành đai tại Backlash ngày 11 tháng 9 năm 2016. Ronda Rousey là nhà vô địch hiện tại, đây là lần đầu tiên cô vô địch đai này. Cô đánh bại Charlotte Flair trong trận "I Quit" match tại WrestleMania Backlash vào ngày 8 tháng 5 năm 2022, ở Providence, Rhode Island.
Tính đến 24 tháng 03 năm 2025, đã có tất cả 22 lần giữ đai gồm 11 nhà vô địch khác nhau và một lần bỏ trống. Charlotte Flair là người nhiều lần giành đai nhất với 6 lần. Lần giữ đai thứ hai của Bayley là lần giữ đai lâu nhất với 380 ngày; trong khi lần thứ tư Flair giữ đai là ngắn nhất với 4 phút 55 giây. Bayley cũng giữ kỷ lục với tổng số ngày giữ đai kết hợp lâu nhất với 520 ngày. Asuka là nhà vô địch lớn tuổi nhất, giành đai ở tuổi 37; trong khi Alexa Bliss là nhà vô địch ít tuổi nhất với 25 tuổi.

## Các nhà vô địch
| Thứ tự                 | Tất cả nhà vô địch giành đai được liệt kê                        |
| Lần                    | Tổng số lần giữ đai của các nhà vô địch                          |
| Số ngày                | Tổng số ngày giữ đai của các nhà vô địch                         |
| Số ngày được công nhận | Tổng số ngày giữ đai của nhà vô địch được chương trình công nhận |
| +                      | Số ngày giữ đai của nhà vô địch hiện tại được thay đổi hàng ngày |

| Thứ tự | Đô vật          | Ngày                 | Sự kiện                       | Địa điểm                 | Số lần giữ đai | Số ngày | Số ngày giữ đai được công nhận | Ghi chú | Nguồn |
| ------ | --------------- | -------------------- | ----------------------------- | ------------------------ | -------------- | ------- | ------------------------------ | --- | ----- |
| 1      | Becky Lynch     | 11 tháng 9, 2016     | Backlash                      | Richmond, VA             | 1              | 84      | 84                             | Sau WWE Draft 2016, đai WWE Women's Championship trở thành độc quyền cho thương hiệu Raw. Để cân đối, SmackDown cũng tạo ra đai SmackDown Women's Championship và đai của Raw đổi tên sau đó. Lynch đánh bại Alexa Bliss, Naomi, Natalya và Nikki Bellar trong trận six-pack elimination challenge để giành đai.                                                                   | [ 3 ] |
| 2      | Alexa Bliss     | 4 tháng 12 năm 2016  | TLC: Tables, Ladders & Chairs | Dallas, TX               | 1              | 70      | 69                             | Đây là trận Tables. |       |
| 3      | Naomi           | 12 tháng 2 năm 2017  | Elimination Chamber           | Phoenix, AZ              | 1              | 9       | 8                              | |       |
| —      | Bỏ trống        | 21 tháng 2 năm 2017  | SmackDown                     | Ontario, CA              | —              | —       | —                              | Đai bị bỏ trống khi Naomi bị chấn thương đầu gối và không thể bảo vệ đai trong vòng 30 ngày. | [ 4 ] |
| 4      | Alexa Bliss     | 21 tháng 2 năm 2017  | SmackDown                     | Ontario, CA              | 2              | 40      | 40                             | Đánh bại Becky Lynch để giành đai đang bỏ trống. | [ 4 ] |
| 5      | Naomi           | 2 tháng 4 năm 2017   | WrestleMania 33               | Orlando, FL              | 2              | 140     | 139                            | Đây là trận six-pack elimination challenge, cũng bao gồm Becky Lynch, Carmella, Mickie James, và Natalya tham gia trận đấu. |       |
| 6      | Natalya         | 20 tháng 8 năm 2017  | SummerSlam                    | Brooklyn, NY             | 1              | 86      | 86                             | |       |
| 7      | Charlotte Flair | 14 tháng 11 năm 2017 | SmackDown                     | Charlotte, NC            | 1              | 147     | 146                            | |       |
| 8      | Carmella        | 10 tháng 4 năm 2018  | SmackDown                     | New Orleans, LA          | 1              | 131     | 130                            | Đây là trận cash-in vali Money in the Bank của Carmella. Đây là lần đầu tiên một đai vô địch dành cho nữ đổi chủ sau khi giành được vali Money in the Bank. |       |
| 9      | Charlotte Flair | 19 tháng 8 năm 2018  | SummerSlam                    | Brooklyn, NY             | 2              | 28      | 27                             | Đây là trận Triple Threat, cũng bao gồm Becky Lynch — người Flair pin để giành đai, tham gia. |       |
| 10     | Becky Lynch     | 16 tháng 9 năm 2018  | Hell in a Cell                | San Antonio, TX          | 2              | 91      | 91                             | |       |
| 11     | Asuka           | 16 tháng 12 năm 2018 | TLC: Tables, Ladders & Chairs | San Jose, CA             | 1              | 100     | 99                             | Đây là trận Triple Threat Tables, Ladders & Chairs cũng bao gồm Charlotte Flair. |       |
| 12     | Charlotte Flair | 26 tháng 3 năm 2019  | SmackDown                     | Uncasville, CT           | 3              | 12      | 12                             | |       |
| 13     | Becky Lynch     | 8 tháng 4 năm 2019   | WrestleMania 35               | East Rutherford, NY      | 3              | 41      | 41                             | Đây là trận Triple Threat Người Thắng Có Tất Cả tranh cả hai đai WWE Raw Women's Championship và WWE SmackDown Women's Championship, cũng bao gồm Ronda Rousey — người bảo vệ đai Raw Women's Championship. Lynch pin Rousey để giành cả hai đai. |       |
| 14     | Charlotte Flair | 19 tháng 5 năm 2019  | Money in the Bank             | Hartford, CT             | 4              | <1      | <1                             | |       |
| 15     | Bayley          | 19 tháng 5 năm 2019  | Money in the Bank             | Hartford, CT             | 1              | 140     | 140                            | Bayley cash-in vali Money in the Bank để giành đai. |       |
| 16     | Charlotte Flair | 6 tháng 10 năm 2019  | Hell in a Cell                | Sacramento, CA           | 5              | 5       | 5                              | |       |
| 17     | Bayley          | 11 tháng 10 năm 2019 | SmackDown                     | Paradise, NV             | 2              | 380     | 380                            | |       |
| 18     | Sasha Banks     | 25 tháng 10 năm 2020 | Hell in a Cell                | Orlando, FL              | 1              | 167     | 167                            | Đây là trận đấu Hell in a Cell. |       |
| 19     | Bianca Belair   | 10 tháng 4 năm 2021  | Đêm 1 WrestleMania 37         | Tampa, FL                | 1              | 133     | 133                            | |       |
| 20     | Becky Lynch     | 21 tháng 8 năm 2021  | SummerSlam                    | Paradise, Neveda         | 4              | 62      | 62                             | Bianca Belair ban đầu được lên kế hoạch bảo vệ đai trước Sasha Banks; tuy nhiên ngay trước khi trận đấu bắt đầu thì có thông tin Banks dính chấn thương vì những lý do không được tiết lộ. Carmella sau đó được công bố là đối thủ của Belair, nhưng Lynch bất ngờ quay trở lại sau thời gian dài nghỉ thai sản, tấn công Carmella và thách đấu Belair rồi được Belair chấp thuận. | [ 5 ] |
| 21     | Charlotte Flair | 22 tháng 10 năm 2021 | SmackDown                     | Wichita, Kansas          | 6              | 198     | 198                            | Theo kết quả WWE Draft 2021, Charlotte Flair — khi đó là nhà vô địch Raw Women's Championship — được chuyển sang SmackDown trong khi Becky Lynch được chuyển sang Raw. Để đảm bảo hai thương hiệu đều có đai vô địch riêng, Quan chức WWE Sonya Deville đã tráo đổi hai chức vô địch đơn nữ.                                                                                       | [ 6 ] |
| 22     | Ronda Rousey    | 8 tháng 5 năm 2022   | WrestleMania Backlash         | Providence, Rhode Island | 1              | 42+     | 42+                            | Đây là trận "I Quit" match. | [ 7 ] |

## Tổng số ngày kết hợp giữ đai
Tính đến ngày 24 tháng 03 năm 2025.
| † | Ký hiệu biểu hiện nhà vô địch hiện tại |

| Thứ tự | Đô vật          | Lần giữ đai | Số ngày | Số ngày được công nhận |
| ------ | --------------- | ----------- | ------- | ---------------------- |
| 1      | Bayley          | 2           | 520     | 520                    |
| 2      | Charlotte Flair | 6           | 391     | 387                    |
| 3      | Becky Lynch     | 4           | 278     | 278                    |
| 4      | Sasha Banks     | 1           | 167     | 167                    |
| 5      | Naomi           | 2           | 149     | 148                    |
| 6      | Bianca Belair   | 1           | 133     | 133                    |
| 7      | Carmella        | 1           | 131     | 130                    |
| 8      | Alexa Bliss     | 2           | 110     | 109                    |
| 9      | Asuka           | 1           | 100     | 99                     |
| 10     | Natalya         | 1           | 86      | 86                     |
| 11     | Rounda          | 1           | 55      | 55                     |
| 12     | Liv Morgan      | 1           | 40+     | 40+                    |